# 日月星杯中韩围棋对抗赛
日月星杯中韩围棋对抗赛，是一项中国与韩国之间的围棋比赛，由中国中央电视台、中国围棋协会主办，北京十环创智文化传播有限责任公司承办，韩国棋院和韩国YTN电视台共同协办，于2005年2月4日开赛。

## 比赛结果
- 第一轮（2005年2月4日，北京中旅大厦）

| 中国队 | 3:2 | 韩国队 |
| ------ | --- | ------ |
| 胡耀宇 | 胜  | 朴永训 |
| 罗洗河 | 负  | 金成龙 |
| 王檄   | 胜  | 宋泰坤 |
| 周鹤洋 | 胜  | 刘昌赫 |
| 王磊   | 负  | 崔哲瀚 |

- 第二轮（2005年2月5日，北京中旅大厦）

| 中国队 | 2:3 | 韩国队 |
| ------ | --- | ------ |
| 胡耀宇 | 胜  | 金成龙 |
| 王磊   | 负  | 刘昌赫 |
| 王檄   | 负  | 朴永训 |
| 周鹤洋 | 胜  | 宋泰坤 |
| 罗洗河 | 负  | 崔哲瀚 |

- 第三轮（2005年5月12日，韩国汉城奥林匹亚饭店）

| 中国队 | 4:1 | 韩国队 |
| ------ | --- | ------ |
| 罗洗河 | 胜  | 刘昌赫 |
| 王磊   | 胜  | 宋泰坤 |
| 王檄   | 胜  | 金成龙 |
| 周鹤洋 | 胜  | 朴永训 |
| 胡耀宇 | 负  | 崔哲瀚 |

- 第四轮（2005年5月13日，韩国汉城奥林匹亚饭店）

| 中国队 | 2:3 | 韩国队 |
| ------ | --- | ------ |
| 罗洗河 | 胜  | 宋泰坤 |
| 王磊   | 胜  | 朴永训 |
| 周鹤洋 | 负  | 金成龙 |
| 胡耀宇 | 负  | 刘昌赫 |
| 王檄   | 负  | 崔哲瀚 |

- 第五轮：第五轮比赛迟迟未能开始，原因是承办方“十环创智公司”拖沓[1] [2] [3]。截至2010年10月15日，尚未恢复进行。